# Porsche Supercup 2006
Porsche Supercup 2006 kördes över 12 omgångar med Richard Westbrook som mästare under sin debutsäsong i klassen.

## Delsegrare
| Datum        | Bana         | Vinnare           |
| ------------ | ------------ | ----------------- |
| 12 mars      | Sakhir       | Uwe Alzen         |
| 23 april     | Imola        | Richard Westbrook |
| 7 maj        | Nürburgring  | Richard Westbrook |
| 14 maj       | Barcelona    | David Saelens     |
| 27 maj       | Monaco       | Richard Lietz     |
| 11 juni      | Silverstone  | Uwe Alzen         |
| 1 juli       | Indianapolis | Richard Westbrook |
| 2 juli       | Indianapolis | Richard Westbrook |
| 16 juli      | Magny-Cours  | Uwe Alzen         |
| 30 juli      | Hockenheim   | Richard Lietz     |
| 6 augusti    | Hungaroring  | Patrick Huisman   |
| 10 september | Monza        | Uwe Alzen         |

## Slutställning
| Plats | Förare            | Poäng |
| ----- | ----------------- | ----- |
| 1     | Richard Westbrook | 212   |
| 2     | Uwe Alzen         | 166   |
| 3     | Richard Lietz     | 157   |
| 4     | Patrick Huisman   | 144   |
| 5     | David Saelens     | 120   |
| 6     | Christian Menzel  | 114   |